# 黑紫灯心草
黑紫灯心草（学名：Juncus nigroviolaceus）为灯心草科灯心草属的植物，是中国的特有植物。分布在中国大陆的西藏等地，生长于海拔4,300米的地区，常生于冰川湖边冰碛石上，目前尚未由人工引种栽培。